# Битка при Лобозиц
Битката при Лобозиц (Lobositz) е първото голямо сражение в Седемгодишната война. Една срещу друга се сражават армиите на кралство Прусия и на Австрийската империя. Победата е за пруския крал Фридрих ІІ, но тя никак не е убедителна. От нея става ясно, че австрийците значително са повишили военните си възможности. Битката при Лобозиц осуетява плановете на прусаците за нахлуване в Чехия и от там - в посока на Виена.

## Предистория
На 29 август 1756 г., уплашен от възможността да се образува коалиция против него между Франция, Австрия и Русия (виж Първи версайски договор), Фридрих ІІ напада Саксония. С това започва Седемгодишната война.Саксонската армия не оказва съпротива и заема позиции на укрепената линия край град Пирна на брега на Елба. Прусаците решават да не изразходват силите си в напразна атака срещу тях и предпочитат да навлязат в Чехия, която по това време е най-близката австрийска провинция. В това време Австрия, въпреки че е изненадана от събитията, започва бързо да събира армия в Прага. Минималната ѝ цел е да спре настъплението на Фридрих, а максималната - да освободи своя съюзник Саксония от пруската окупация.
Още преди войната Фридрих разработва стратегия за война с Австрия и Русия едновременно. В основата стои идеята за „светкавична война“ против Австрия, докато руснаците успеят да мобилизират силите си и да ги придвижат до пруската граница. Първата стъпка е да се завземе Саксония, за да се използват ресурсите ѝ през войната. Втората стъпка е нахлуване в Чехия, а третата - атака срещу столицата Виена. И докато австрийците подписват капитулацията си, пруските войски ще се придвижат на север за отбрана против руснаците. Ето защо за Фридрих е много важно да развие с успех кампанията си в Чехия.

## Ход на сражението
Между Чехия и Саксония река Елба тече през красив пролом, прорязвайки Рудните планини. Тъкмо по този път се движи пруската армия в състав около 28 500 души и 98 оръдия. При град Лобозиц, където проломът свършва, тя попада на засада, подготвена от австрийския главнокомандващ Максимилиан фон Браун. Той разполага с 35 500 войници, както и с 94 оръдия (но по-малки от пруските). На 1 октомври 1756 г., при гъста мъгла, първите редици са подложени на обстрел от скритите войски на Австрийската империя. На предни позиции са хърватски части, въоръжени само с преносимо оръжие. Пруският авангард отстъпва, за да изчака пристигането на краля. Малко след това прусаците се струпват на малко разстояние, за да обсъдят ситуацията. Тогава ненадейно от близките хълмове започват да гърмят скритите оръдия на Браун, който е предвидил развитието на събитията. Бързо започват да падат войници и пред Фридрих остават само два варианта - от отстъпи позорно още в първата битка или дръзко да се опита да неутрализира батареята. Той избира второто и изпраща 1200 конници, но те са покосени от други скрити части и търпят унищожително поражение.
Сега генерал Фридрих фон Геслер, началник на конницата, атакува главната австрийска позиция но също е разбит. Главната причина за пруските провали е липсата на всякакво разузнаване. Така те непрекъснато биват изненадвани от неизвестни австрийски части, които объркват плановете им. Като вижда какво става, Фридрих е готов да свири отстъпление. Тогава друг негов генерал поема инициативата - това е Фердинанд фон Брауншвайг, бъдещ герой от войната. Сега Браун няма с какво да го изненада, така че пруската атака протича много по-добре. След кратък ожесточен бой Брауншвайг пробива австрийската позиция и принуждава противника си да отстъпва. Браун се оттегля към Лобозиц, където формира нова укрепена линия, но през този ден няма време за друго сражение.

## Резултати
Въпреки че е малка за стандартите на Седемгодишната война, тази битка има голямо значение. Двете армии завършват битката с приблизително равни загуби - 1400 прусаци са убити или изчезнали, а 1900 са ранени. Австрийците дават 2800 убити и ранени, както и 400 пленени.
Тактически Фридрих печели победата, тъй като успява да завземе позициите на противника. Отново, както през Войната за австрийското наследство, армията му показва желязна дисциплина, несломима воля и добри военни качества. Тя измъква успеха от наглед изгубена ситуация. Само че това не е решителната победа, от която се нуждае, за да развие кампанията си според предварителния план. Става ясно, че до края на годината няма да може да се пренесат военните действия близо до Виена.
Стратегически австрийците имат повече полза от случилото се. Те успяват да защитят страната си от нападение. Армията показва, че е израснала много и че благодарение на реформите на Мария Терезия вече е достоен противник на прусаците. От друга страна, става все по-трудно Саксония да бъде защитена. На 11 октомври Браун прави опит да изпрати подкрепления към Пирна, но те са отблъснати. Така, на 16 октомври саксонците капитулират и страната им остава под пруска власт. Фридрих я облага с големи данъци, експлоатира я най-брутално и само за няколко години я разорява.